# Asia Television

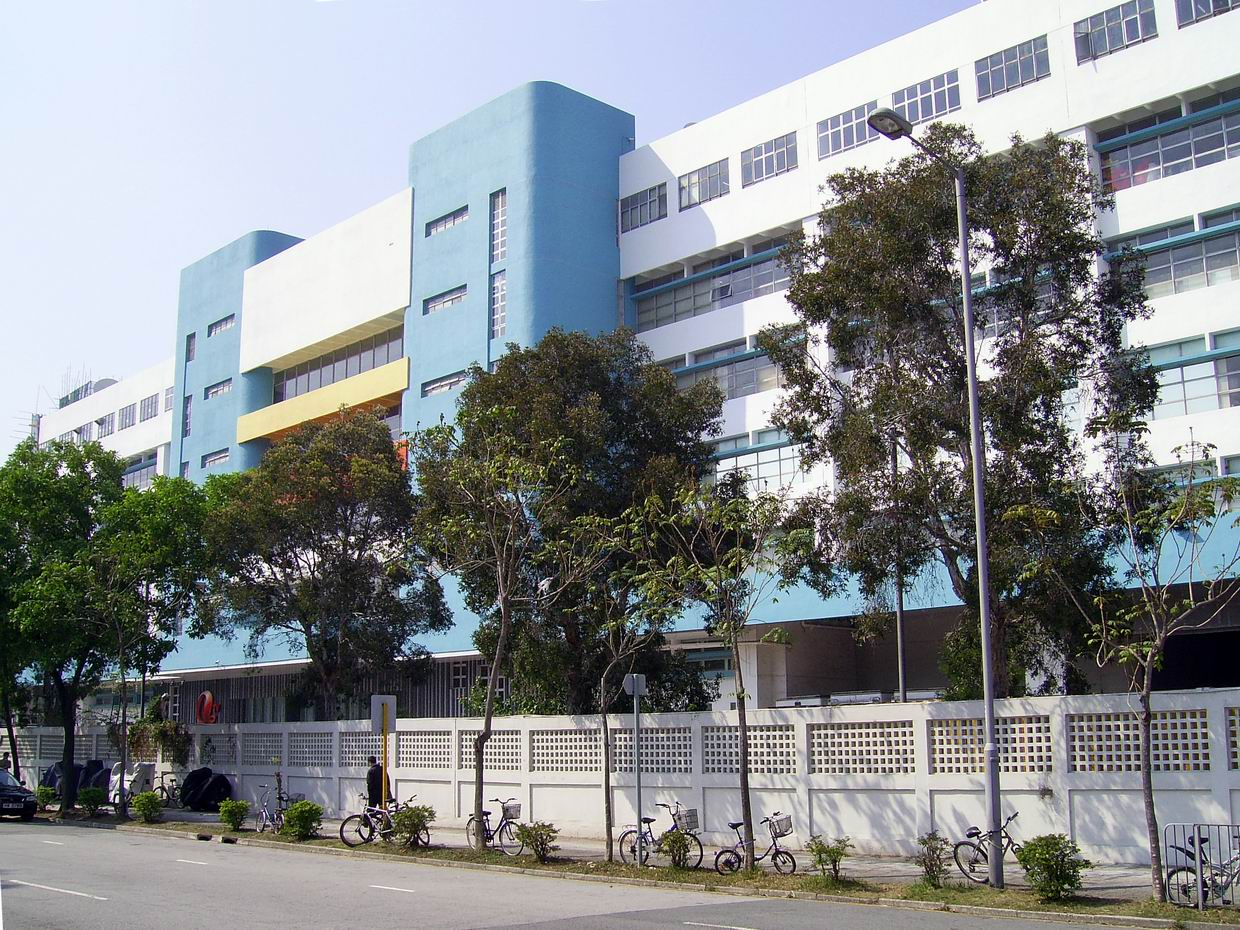
Asia Television Hong Kong – Hauptsitz

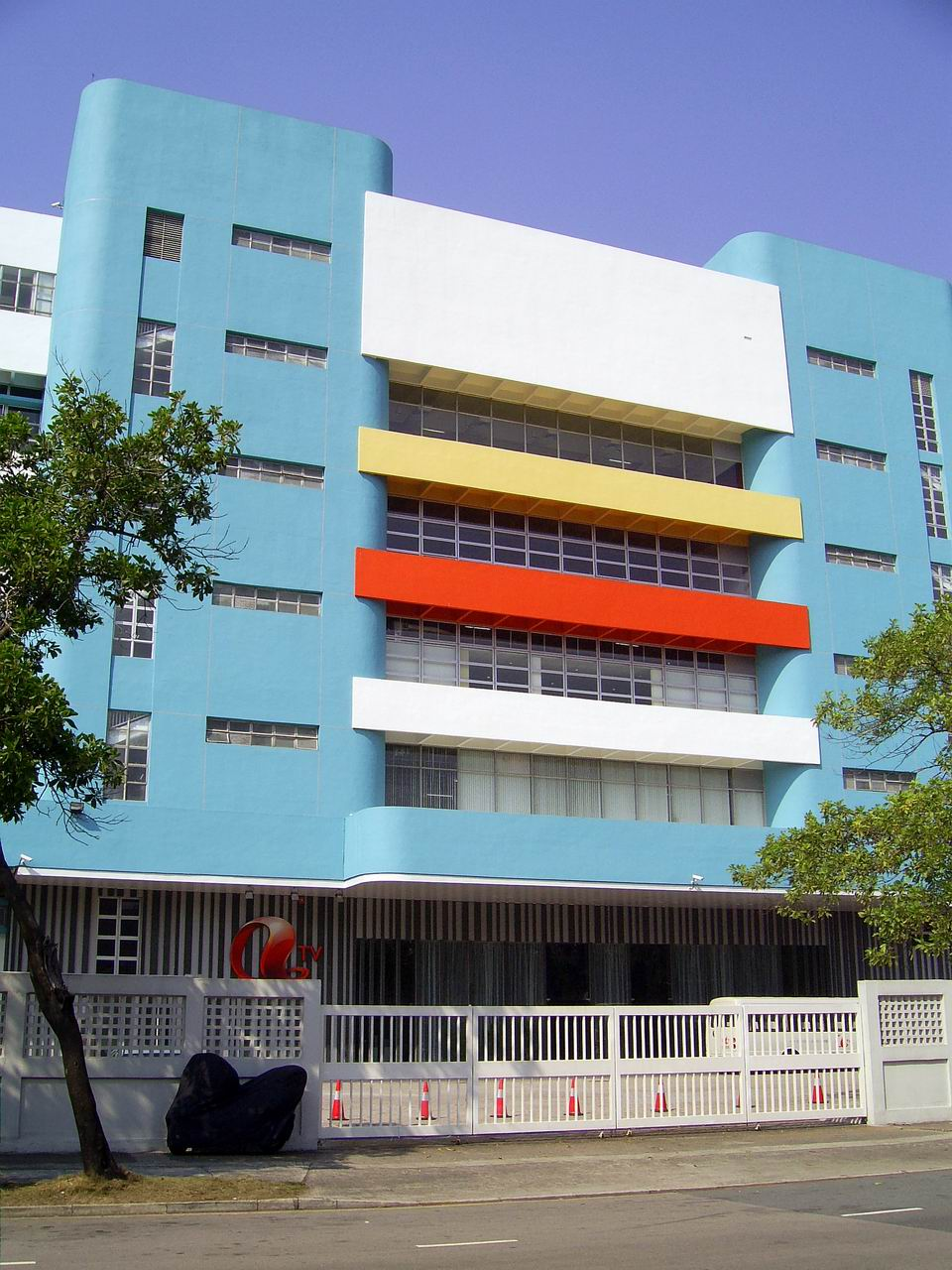
Asia Television Hong Kong – Hauptsitz; unten links ist das rote ATV-Logo zu sehen

Asia Television Limited, kurz ATV (chinesisch 亞洲電視), ist der älteste Fernsehsender Hongkongs, er wurde 1957 gegründet.

## Geschichte
ATV nahm offiziell am 29. Mai 1957 als Pay-TV ihren Betrieb auf. Ab 1973 waren ihre Programme frei zugänglich.